# Festival international du film de Locarno 2024
Le Festival international du film de Locarno 2024, la 77e édition du festival (77o Festival del film Locarno), se déroule du 7 au 17 août 2024.

## Déroulement et faits marquants
La sélection est dévoilée début juillet 2024,.
Le 17 août 2024, le palmarès est dévoilé et c'est le film lituanien Toxic (en) (Akiplėša) de Saulė Bliuvaitė (en) qui remporte le Léopard d'or. Le Prix spécial du jury est remporté par Mond de Kurdwin Ayub , le Léopard pour la meilleure réalisation par Laurynas Bareiša pour Seses (en),.

## Jurys

### Concorso internazionale
- Jessica Hausner (présidente du jury), réalisatrice  Autriche
- Diana Elbaum, productrice  Belgique
- Payal Kapadia, réalisatrice  Inde
- Luca Marinelli, acteur  Italie
- Tim Blake Nelson, acteur, réalisateur, scénariste, producteur  États-Unis

## Sélection
Source

### Concorso internazionale
- Agora de Ala Eddine Sim  Tunisie
- Toxic (en) (Akiplėša) de Saulė Bliuvaitė (en)  Lituanie
- Bogancloch (en) de Ben Rivers  Royaume-Uni
- Cent mille milliards de Virgil Vernier  France
- Der Spatz im Kamin (en) de Ramon Zürcher  Suisse
- Fogo do vento (es) de Marta Mateus (es)  Portugal
- Green Line de Sylvie Ballyot  France  Liban
- La Mort viendra (en) de Christoph Hochhäusler  Allemagne
- Luce (it) de Silvia Luzi et Luca Bellino  Italie
- Mond de Kurdwin Ayub  Autriche
- Jeunesse : Les Tourments de Wang Bing  Chine
- Salve Maria de Mar Coll  Espagne
- Seses (en) de Laurynas Bareiša  Lituanie
- Sulla terra leggeri de Sara Fgaier  Italie
- By the Stream de Hong Sang-soo  Corée du Sud
- Transamazonia de Pia Marais  France
- Yeni șafak solarken de Gürcan Keltek  Turquie

### Piazza Grande
- E.T., l'extra-terrestre de Steven Spielberg  États-Unis
- Fiore mio (it) de Paolo Cognetti  Italie
- Le Déluge de Gianluca Jodice (it)  Italie  France
- Reinas de Klaudia Reynicke  Suisse  Pérou
- The Fall de Tarsem Singh  États-Unis  Royaume-Uni  Inde
- Electric Child (en) de Simon Jaquemet (en)  Suisse
- Une femme est une femme de Jean-Luc Godard  France
- Mexico 86 de César Díaz  Belgique France
- Sew Torn (en) de Freddy Macdonald (en)  États-Unis  Suisse
- Les Graines du figuier sauvage de Mohammad Rasoulof  Iran
- La Dame de Shanghai de Orson Welles  États-Unis
- Shambala de Min Bahadur Bham  Népal
- Sauvages ! de Claude Barras  Suisse
- Gaucho  Gaucho (en) de Michael Dweck (en) et Gregory Kershaw  Argentine
- Timestalker de Alice Lowe  Royaume-Uni
- Rita (es) de Paz Vega  Espagne
- La Leçon de piano de Jane Campion  Nouvelle-Zélande
- Le Procès du chien de Laetitia Dosch  Suisse  France

### Fuori concorso
- Bang Bang de Vincent Granshaw  États-Unis
- Cartas Telepáticas de Edgar Pêra  Portugal
- Dragon Dilatation de Bertrand Mandico  France
- Espèces menacées de Bruno Deville  Suisse
- Fréwaka de Aislinn Clarke  Irlande
- La Passion selon Béatrice de Fabrice Du Welz  France  Belgique
- La Prodigiosa Trasformazione Della Classe Operaia in Stranieri de Samir  Suisse  Italie
- La vita accanto (it) de Marco Tullio Giordana  Italie
- Ma famille chérie de Isild Le Besco  France
- Sleep #2 de Radu Jude  Roumanie
- Opt Ilustrate Din Lumea Ideală de Radu Jude et Christian Ferencz-Flatz  Roumanie

### Histoire(s) du Cinéma
- La Foule de King Vidor  États-Unis
- Trois Couleurs : Rouge de Krzysztof Kieślowski  France  Suisse  Pologne
- Django Unchained de Quentin Tarantino  États-Unis
- Erin Brockovich de Steven Soderbergh  États-Unis
- Devdas de Sanjay Leela Bhansali  Inde
- Un ange à ma table de Jane Campion  Nouvelle-Zélande
- Les Fils de l'homme de Alfonso Cuarón  États-Unis  Royaume-Uni
- Mon garçon de Christian Carion  France  Belgique
- L'Allégement de Marcel Schüpbach  Suisse
- Repérages de Michel Soutter  France  Suisse
- Les Parias du cinéma de Idrissa Ouedraogo  Suisse
- Samba Traoré de Idrissa Ouedraogo  Burkina Faso
- Muhler de verdade (pt) de Alberto Cavalcanti  Brésil
- Jonas qui aura 25 ans en l'an 2000 de Alain Tanner  Suisse
- Les Heures de l'amour de Luciano Salce  Italie
- Onda Nova de Francisco C. Martins, José Antonio Garcia  Suisse
- Sans espoir de retour de Samuel Fuller  France  Portugal
- Cat's Cradle de Stan Brakhage  États-Unis
- Dog Star Man: Prélude de Stan Brakhage  États-Unis
- Mothlight de Stan Brakhage  États-Unis
- Murder Psalm de Stan Brakhage  États-Unis
- The Dante Quartet de Stan Brakhage  États-Unis
- The Wonder Ring de Stan Brakhage  États-Unis
- For Marilyn de Stan Brakhage  États-Unis
- Window Water Baby Moving de Stan Brakhage  États-Unis

## Palmarès

### Concorso Internazionale
- Léopard d'or : Toxic (en) (Akiplėša) de Saulė Bliuvaitė (en)  Lituanie
- Prix spécial du jury : Mond de Kurdwin Ayub
- Léopard de la meilleure réalisation : Laurynas Bareiša pour Seses (en) (Drowning Dry)
- Léopard de la meilleure interprétation masculine : Gelminė Glemžaitė, Agnė Kaktaitė, Giedrius Kiela et Paulius Markevičius pour Seses (en) de Laurynas Bareiša
- Léopard de la meilleure interprétation féminine : Kim Min-hee pour By the Stream de Hong Sangsoo

### Concorso Cineasti del presente
- Léopard d'or : Holy Electricity de Tato Kotetishvili
- Prix du meilleur réalisateur émergent : Denise Fernandes pour Hanami
- Prix spécial du jury : Listen to the Voices de Maxime Jean-Baptiste
- Meilleure interprétation : Callie Hernandez pour Invention
- Meilleure interprétation : Anna Mészöly pour Lesson Learned
- Mentions spéciales : Lesson Learned de Bálint Szimler, et When the Phone Rang de Iva Radivojević

### Piazza Grande
- Prix du public :
- Prix Variety :

### Prix œcuménique
- Prix œcuménique :
- Mention spéciale :

### Prix de la Semaine de la Critique
- Grand Prix : Wir Erben (Nous les héritiers) de Simon Baumann
- Prix Marco Zucchi : La Déposition de Claudia Marschal

### Prix spéciaux
- Léopard d'honneur (Pardo d'Onore) : Jane Campion[6]
- Léopard de la carrière (Pardo alla carriera) : Shah Rukh Khan[7]
- Lifetime Achievement Award : Alfonso Cuarón[8]
- Excellence Award Davide Campari : Mélanie Laurent et Guillaume Canet[9]
- The Leopard Club Award : Irène Jacob[10]
- Prix de la FIPRESCI :
- Prix Europa Cinema Labels :
- Prix Boccalino d'Oro de la meilleure performance d'actrice : Thinley Lhamo [11]